# Museo Archivo de la Fotografía
El Museo Archivo de la Fotografía (MAF) es un museo  dedicado a la preservar, organizar, conservar y divulgar los acontecimientos históricos ocurridos durante el siglo XX, por medio de la fotografía.
Se ubica en el Centro Histórico de la Ciudad de México en la calle República de Guatemala número 34, esquina con Templo Mayor, el inmueble donde se encuentra es conocido como La casa de las Ajaracas perteneciente al Mayorazgo Nava Chávez y fue construido a fines del siglo XVI con estilo Neomudéjar en su fachada.

## Historia
El museo fue inaugurado en 2006, el edificio sede del museo fue construido durante el final del siglo XVI hecho de mortero de cal y clara de huevo con muros revestidos de mosaico ajaraca, un mosaico de estilo árabe, a esta edificación se le conoce también como La casa del mayorazgo Nava Chávez, la cual estaba conformada de tres tiendas y cuatro viviendas. Dicho edificio se ha construido en varias etapas: 
El edificio sede del museo fue construido durante el final del siglo XVI hecho de mortero de cal y clara de huevo con muros revestidos de mosaico ajaraca, un mosaico de estilo árabe, a esta edificación se le conoce también como “La casa del mayorazgo Nava Chávez”, la cual estaba conformada de tres tiendas y cuatro viviendas. Dicho edificio se ha construido en varias etapas: 
- Primera etapa: se dice que fue modificada por el canónigo Pedro de Nava para dejarlo en renta y habitarlo. Además, durante el siglo XVII ciertas accesorias se fueron adaptando hacia la calle.
- Segunda etapa: al comienzo del siglo XVIII, las casas de la época se notaban deterioradas por lo que aproximadamente durante el año 1707 comenzó la mejora de la calle que convergía con la calle del Reloj, actualmente conocida como "República de Argentina". Todo esto fue planeado principalmente por el arquitecto Pedro de Arrieta.
- Tercera etapa: lo mismo sucedió entre los años 1755 y 1756. Todos los cambios realizados en esta época son los que actualmente se mantienen.

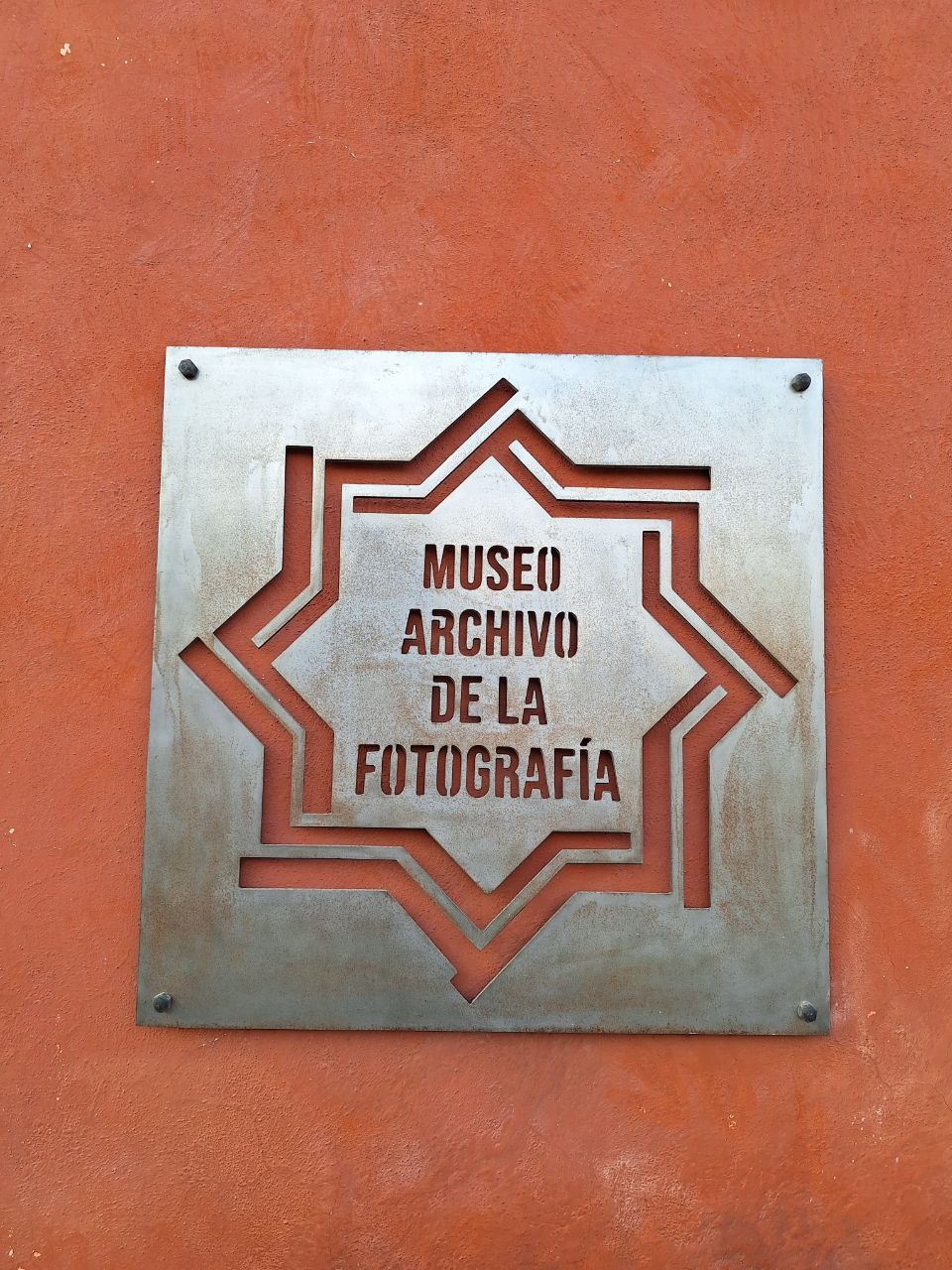
Placa en la fachada del Museo Archivo de la Fotografía

Después de varias modificaciones y demoliciones a lo largo de la calle de Guatemala, el único tramo que se conserva de la antigua casa, es la sede del museo.
El museo le da valor a la fotografía ya que en estas se registran cambios antes, durante y después de diferentes obras realizadas; constituye, además, un testimonio de la gestión y actividad institucional. El museo posee como misión organizar, conservar, administrar y divulgar esta memoria gráfica que representa el reencuentro con nuestros antepasados y refuerza la identidad mexicana.
En el 2012 publicaron la Revista RE-Encontraste Colectivo Digital, la cual estuvo activa por 4 años, realizando 13 publicaciones

## Ubicación
La ubicación del museo es de gran importancia en la Ciudad de México, ya que se encuentra al lado del Templo Mayor y detrás de la Catedral Metropolitana,.
Desde sus ventanales se puede observar y apreciar las diferentes actividades que se realicen en la Plaza Manuel Gamio, al fondo se puede observar el Palacio Nacional, el Edificio de Gobierno de la Ciudad de México  y parcialmente la exp 
lanada del Zócalo - Plaza de la Constitución. 

## Salas y tipos de archivos
El museo posee exposiciones permanentes y temporales a lo largo de las 3 salas que contempla 
- Guillermo Kahlo planta baja
- Tina Modotti primera planta
- Álvarez Bravo segunda planta

Este museo conserva más de 100 años en imágenes, algunas fotografías datan del año 1903, las cuales muestran los cambios sufridos por la capital mexicana en cuanto servicios públicos e infraestructura para la mejora de la apariencia de la ciudad.  
Esta colección cuenta con aproximadamente 2 millones de fotografías, en diversos formatos, destacando algunas placas de vidrio, que dan certeza y comunican el avance en los trabajos tanto de pavimentación, construcción tanto de monumentos como de edificios, jardines, parques, festividades y diversos eventos sociales realizados ya sea por el Ayuntamiento, Gobierno Federal y Gobierno de la Ciudad de México.
Este archivo surgió por la necesidad de conservar el pasado de México a través de este medio, las cuales se fueron convirtiendo en un documento de apoyo oficial desde su comienzo. Al inicio fue protegido por varias décadas por parte de la Dirección General de Comunicación Social.

## Servicios

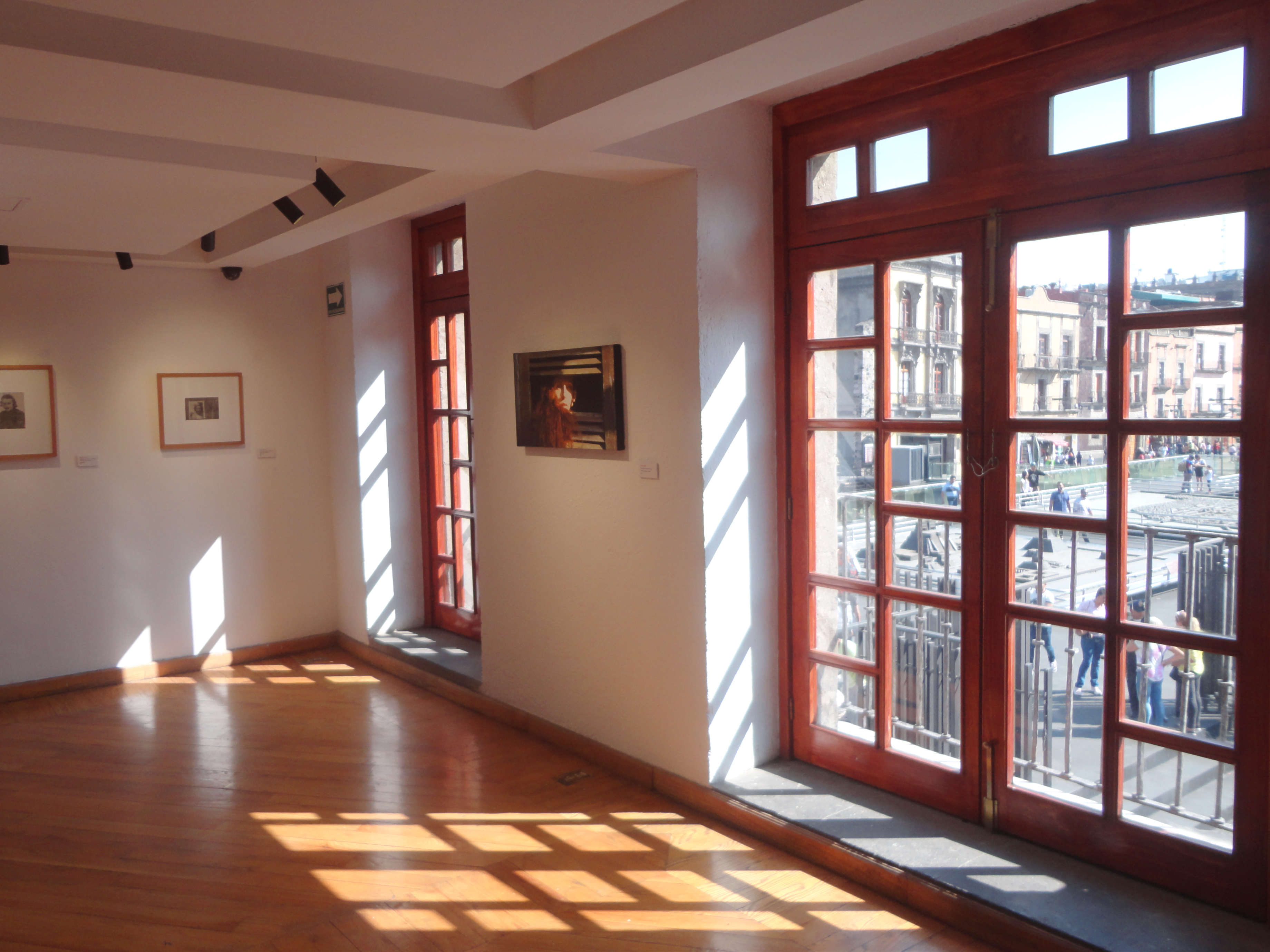
Interior del museo.

El museo no solo ofrece exposiciones temporales o permanentes en sus instalaciones sino que también ofrece:
- Talleres
- Mesas redondas
- Conferencias
- Sala de consulta
- Sala de proyección VIG
- Espacios lúdicos